# خوان کارلوس ماسیاس
خوان کارلوس ماسیاس (اسپانیایی: Juan Carlos Macías‎؛ زادهٔ ۲۸ آوریل ۱۹۴۵) تدوین‌گر اهل آرژانتین است.
از فیلم‌هایی که وی در آن‌ها نقش داشته‌است، می‌توان به فرار، طاعون، گزارش رسمی، فانوس دریایی، گرینگوی پیر، پول سوخته و کامچاتکا اشاره نمود.